# Lifetime (canal de televisão)
Lifetime é um canal de televisão por assinatura americano que faz parte da Lifetime Entertainment Services, uma subsidiária da A&E Networks, que é propriedade conjunta da Hearst Communications e da The Walt Disney Company. O canal apresenta uma programação voltada para mulheres ou com mulheres em papéis principais. Em janeiro de 2016, o canal foi recebido por 93,8 milhões de famílias na América.

## Antecessores

### Estados Unidos
Daytime, originalmente chamado BETA, foi lançado em março de 1982 pela Hearst-ABC Video Services. O serviço a cabo funcionava quatro horas por dia durante a semana. O serviço foi focado em programação alternativa para mulheres.
Cable Health Network foi lançada como um canal de tempo integral em junho de 1982 com uma variedade de programas relacionados à saúde. Em novembro de 1983, a Cable Health Network adotou um novo nome, Lifetime Medical Television.

### América Latina
Locomotion, era uma rede de televisão fundada em 1996 pelas empresas Hearst Corporation e Claxson Interactive Group. Ela surgiu como uma rede infantil passando desenhos como Popeye e Gato Felix, mas em 2000, a rede renovou sua programação mudando seu logotipo e focando no público adulto, passando animes e programas adultos. Em 2002, foi vendido à Corus Entertainment, mudando um pouco sua identidade visual. Em 2004, foi vendida à empresa argentina Pramer, mudando seu nome para Locomotion Animestation, e em 2005, devido a um problema financeiro, a rede foi vendida à Sony Pictures Television, que fechou o canal no mesmo ano.
Animax, uma rede que consistia em 24 horas de animes japoneses, alguns já exibidos pela Locomotion, e outros que poderiam ser exibidos na Locomotion. O canal começou como um spin-off do rede irmã AXN. A rede foi um sucesso, mas fechou todas suas unidades (exceto as unidades asiáticas) em 2011.
Sony Spin, foi criada em 2011 pela Sony Entertainment Television, para substituir a Animax. Porém, não exibia muitos animes e exibia séries pouco conhecidas. O rede teve uma audiência muito baixa, e com isso, fechou em 2014, durando apenas 2 anos, e sendo substituído pela Lifetime.

## História
A Lifetime foi criado em 1 de fevereiro de 1984, como resultado da fusão do canal Daytime e Viacom Lifetime Medical Television's. O conselho administrativo da nova rede foi formado com representantes em igual proporção das companhias, Hearst, ABC e Viacom; Thomas Burchille foi eleito conselheiro chefe, como o primeiro CEO da nova rede. O canal não foi um sucesso inicial, e nos dois primeiros anos de funcionamento, teve prejuízo de US$ 36 milhões, e não se tornar rentável até 1986. O canal sofria de baixa audiência, e com uma pesquisa de público, foi descoberto que alguns telespectadores acreditavam erroneamente que transmitia conteúdo religioso.
Em 1985, a Lifetime começou a apresentar-se como "Talk Television" com uma programação noturna de talk shows e programas com entrevistas por chamada telefônicas apresentados por pessoas como Regis Philbin e Dra. Ruth Westheimer.
Em 1988, a Lifetime contratou Patricia Fili como seu chefe de programação. Nos primeiros três anos de seu mandato, ela mudou cerca de 60% da programação da Lifetime, por sua própria estimativa. Além de reformar o talk-show Attitudes, com a contratação de um novo produtor e, repensando outras questões femininas atuais, Patricia Fili adquiriu os direitos de acessos a séries de TV como, Moonlighting e L.A. Law. Ela também supervisionou a produção dos primeiros filmes Lifetime já feitos, juntamente transportando os últimos três episódios da dramédia The Days and Nights of Molly Dodd da NBC que, tinha cancelado a série. A rede também mostrou filmes a partir dos acervos de seus proprietários, Hearst, ABC e Viacom.
Lifetime começou a ser exibida uma quantidade limitada de cobertura de esportes das mulheres, incluindo a WNBA e Copa América, na qual patrocinado equipe do grupo das primeiras mulheres a competir, também reforçou os laços da rede com as organizações de mulheres, como a Organização Nacional para as Mulheres, e começou a ser exibida anúncios de serviço público sobre consciência sobre câncer de mama. Lifetime também adotou um novo slogan. "Lifetime – Television for Women" (Lifetime - Televisão para mulheres).
Enquanto isso, a programação original da rede não foi destinado apenas a mulheres com idades entre 24-44, mas os cônjuges dessas mulheres, pesquisa mostrou que eles assistem a rede à noite com suas esposas. Isso foi alcançado, por, fazer os personagens masculinos na programação original, como a série de filmes Spencer: For Hire, mais atraente para os homens, tornando-os mais masculino. Esses papéis eram mais estereotipados que os filmes anteriores, onde geralmente mulheres caracterizadas como protagonistas. Isso ajudou a Lifetime aumentar seu índice no Nielsen Ratings. Em janeiro de 1995, a Lifetime foi a sexta rede de cabo mais-altamente classificado pela Nielsen.

## Programação
Lifetime vai ao ar uma mistura de conteúdo original, que compreendem filmes, Reality show (como Dance Moms e Preachers' Daughters), programação dramática (como Devious Maids e Witches of East End) e, séries de terceiros (como Frasier, How I Met Your Mother, Grey's Anatomy). A rede afirma que "está empenhada em oferecer a mais alta qualidade de entretenimento e informação de programação, e defendendo uma ampla gama de questões que afetam as mulheres e suas famílias." 
No passado, a Lifetime transmitia vários game show, pela manhã e, início da noite, incluindo Supermarket Sweep, Shop 'til You Drop, e Debt. Lifetime também produziu um game show original (Who Knows You Best? (Quem o conhece melhor?), estrelado por Gina St. John), com um formato baseado em The Newlywed Game; que foi cancelada após uma temporada.
Lifetime também adquiriu os direitos de programas descontinuados de outras redes, produzindo novos episódios. Em 1988, comprou os direitos para os 26 episódios existentes de The Days and Nights of Molly Dodd da NBC e, produziu 13 episódios adicionais da série. Lifetime não renovou a série, alegadamente por causa da baixa audiência e alto custo para produzir-la. No final de 2011, a rede começou a expor novos episódios de America's Most Wanted, um programa cancelado da Fox no final da temporada 2010-11, apesar de episódios de recursos especiais, continuaram sendo exibidos de forma intermitente na Fox. Lifetime levou ao ar mais de 40 novos episódios do programa antes de cancelá-lo em 2013.

### Lifetime Movies
Lifetime, produz bastantes telefilmes, direcionados para as mulheres, bem como aqueles previamente transmitido em outras redes, e alguns longas-metragens, tanto na rede principal (em grande parte a ser exibida nos finais de semana) e, no Lifetime Movie Network (um spin-off do canal, transmitido por satélite e cabo, que foi lançado em 1998).

## LRW
O Lifetime Real Women (estilizado como LrW) é um canal americano de cabo digital, que pretende ser um serviço complementar à rede Lifetime principal. Foi lançado em agosto de 2001, principalmente como resposta aos desafios da Lifetime do então lançar WE tv e Oxygen networks para o mercado de rede de cabo das mulheres. LRW está disponível em mais de 10 milhões de casas, através do serviço de cabo digital da AT&T. A rede tem uma mistura de comédias, dramas, game shows e reality shows, que outrora foi ao ar ou está atualmente no ar na rede Lifetime principal, juntamente com séries importadas com direitos detidos por Lifetime mas sem transporte devido à principal rede de formato atual. LRW não dispõe de nenhuma série ou filmes originais. A rede não está disponível via satélite; DirecTV carregou a rede até julho de 2007.